# Juan del Encina
Juan del Encina (n. 12 iulie 1468 - d. 1529/1530?) a fost un poet, dramaturg, actor și compozitor spaniol.
A fost considerat întemeietor al dramaturgiei spaniole, prin églogas, autos și representaciones, atât în tradiția dramei liturgice medievale, cât și cu caracter laic, de inspirație pastorală și mitologică.

## Opera
- 1503: Egloga Plácidei și a lui Victoriano ("Égloga de Plácida y Victoriano");
- 1509: Piesa despre certăreț ("El auto del repelón");
- 1509: Egloga celor trei păstori sau despre Fileno, Zambardo și Cardonio ("Égloga de Fileno, Zambardo y Cardonio");
- 1509: Egloga lui Cristino și Febea ("Égloga de Cristino y Febea");
- Carnavalul ("Antruejo");
- 1496: Canțonier ("Cancionero");
- Arta poeziei castiliene ("Arte de poesía castellana").